# Richard Gilbey (12e baron Vaux de Harrowden)
Richard Hubert Gordon Gilbey, 12e baron Vaux de Harrowden (né le 16 mars 1965) est un pair héréditaire britannique et membre crossbencher de la Chambre des lords.

## Biographie
Il est élu pour siéger à la Chambre lors d'une élection partielle des pairs héréditaires Crossbencher en juillet 2017, à la place de Robert Walpole (10e baron Walpole) qui prend sa retraite en juin 2017. Il prononce son premier discours le 17 octobre 2017 concernant l'impact du Brexit sur l'agriculture en Écosse.
Il est à l'origine comptable agréé et est directeur général du développement de l'entreprise pour Sungard Data Systems de 2003 à 2016. Il hérite, en 2014, du titre à la mort de son père, Anthony le 11e baron et du siège de la famille Rusco près de Gatehouse of Fleet dans le comté historique de Kirkcudbrightshire dans la région de Dumfries et Galloway,.